# Onze-Lieve-Vrouw Visitatiekerk (Herbesthal)

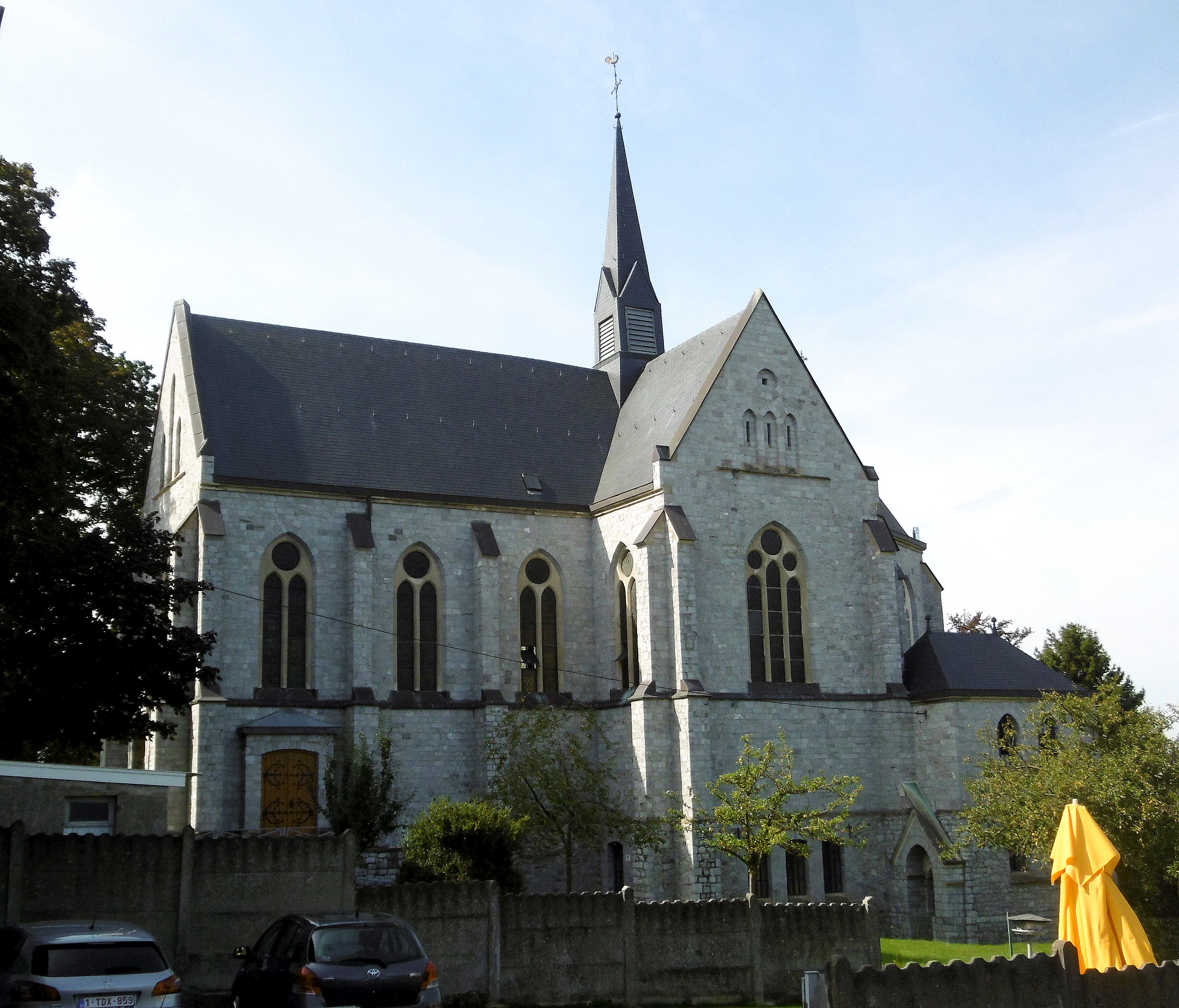
Onze-Lieve-Vrouw Visitatiekerk

De Onze-Lieve-Vrouw Visitatiekerk (Maria Heimsuchungskirche) is de parochiekerk van de tot de Belgische gemeente Lontzen behorende plaats Herbesthal, gelegen aan de Kirchstraße.
De kerk werd gebouwd in 1900 naar ontwerp van de Akense architect Busch (Herbesthal behoorde toen nog tot Duitsland). Het is een eenbeukige neogotische kruiskerk, uitgevoerd in breuksteen. De kerk heeft een driezijdig afgesloten koor. Het kerkmeubilair is neogotisch, evenals de glas-in-loodramen die werden vervaardigd door Linnich Oidtmann.
Pas in 1903 werd Herbesthal een onafhankelijke geloofsgemeenschap, om in 1912 tot parochie te worden verheven.